# Croton hancei

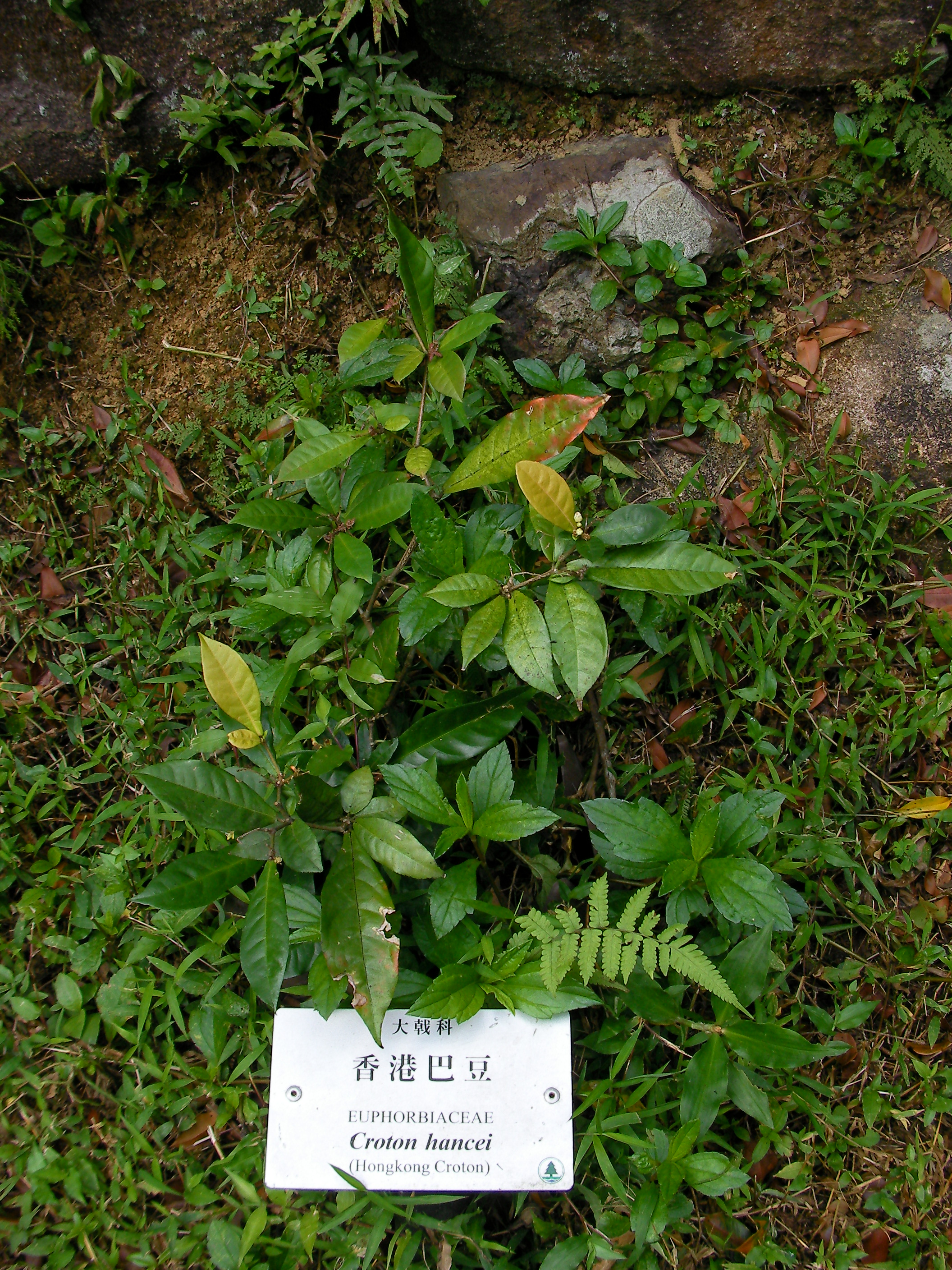
Croton hancei

Croton hancei ist eine Pflanzenart aus der artenreichen Gattung Croton in der Familie der Wolfsmilchgewächse (Euphorbiaceae). Sie wächst endemisch auf der 10 km² kleinen zu Hongkong gehörenden Insel Tsing Yi.

## Beschreibung
Croton hancei wächst als Strauch oder kleiner Baum bis etwa 5 Meter Wuchshöhe. Junge Zweige und Blütenstände sind gleichmäßig mit anliegenden, sternförmigen Trichomen behaart. Ältere Zweige sind unbehaart. Die papierartigen Laubblätter sind langgestreckt-lanzettlich, 8 bis 18 cm lang und 2 bis 5 cm breit; sie sitzen an einem 2 bis 5 Millimeter kurzen Stiel. Die Blattspreite ist unbehaart und läuft spitz aus, die Basis ist verschmälert bis stumpf. Der Blattrand ist ganz oder feingezähnt.
Blütezeit ist von Juni bis August. Sie stehen in endständigen, etwa 3 cm langen traubigen Blütenständen, die von kleinen Tragblättern gestützt werden. Die Blüten sind eingeschlechtig. Die männlichen Blüten bestehen aus eiförmigen Kelchblättern, kurzen und schmalen Kronblättern und 16 Staubblättern. Die Staubfäden sind wollig. Die weiblichen Blüten stehen meist einzeln an der Basis des Blütenstandes; die fünf Kronblätter sind länglich und jeweils etwa 4 bis 5 Millimeter lang. Der Fruchtknoten ist beinahe kugelig und dicht behaart. Die drei Griffel sind im unteren Teil konisch, im oberen Teil zweilappig.

## Systematik und Entdeckungsgeschichte
Die Pflanze wurde in den 1850ern von H. F. Hance auf der Insel Hongkong entdeckt; die Erstbeschreibung als neue Art stammt vom britischen Botaniker George Bentham und erschien 1861 in der Flora Hongkongensis. Danach wurde die Art über ein Jahrhundert lang nicht mehr gesichtet. Am 21. Februar 1997 wurde sie von Mitarbeitern des Hong Kong Herbarium an einem steilen bewaldeten Berghang auf der Insel Tsing Yi wiederentdeckt.
Innerhalb der Art werden zwei Varietäten unterschieden:
- Croton hancei var. hancei.
- Croton hancei var. tsoi H.S.Kiu[3]